# (6952) Niccolò
(6952) Niccolò est un astéroïde de la ceinture principale.

## Description
(6952) Niccolo est un astéroïde de la ceinture principale. Il fut découvert le 4 mai 1986 à la station Anderson Mesa par Edward L. G. Bowell. Il présente une orbite caractérisée par un demi-grand axe de 2,91 UA, une excentricité de 0,26 et une inclinaison de 7,5° par rapport à l'écliptique.

## Compléments